# USS LST-337
O USS LST-337 foi um navio de guerra norte-americano da classe LST que operou durante a Segunda Guerra Mundial.